# ان‌جی‌سی ۸۲

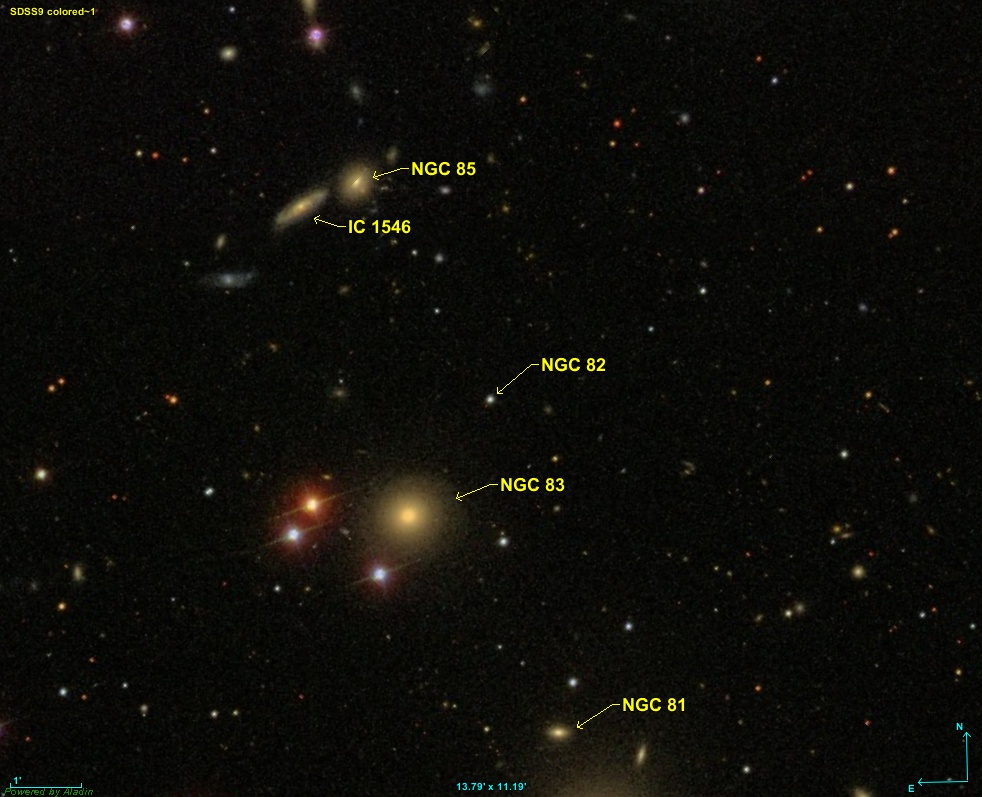
ان‌جی‌سی ۸۲

ان‌جی‌سی ۸۲ (به انگلیسی: NGC 82) یک ستاره با قدر ظاهری ۱۴٫۶ است که در صورت فلکی زن برزنجیر قرار دارد.